# 連邦預金保険公社
連邦預金保険公社（れんぽうよきんほけんこうしゃ、英: Federal Deposit Insurance Corporation; FDIC）は、1933年のグラス＝スティーガル法に基づき設立された、アメリカ合衆国政府の公社。世界恐慌で大量の銀行が破綻したことを受けて、預金の保護政策を迫られた連邦議会が、当時マサチューセッツ州で運用されていた預金保険基金を参考に創設した。
FDICに加盟する銀行について、破綻した場合には、その預金者一人あたり25万米ドルまでの普通預金・当座預金を補償する預金保険を提供している。

## 歴史

### 発端
世界恐慌に伴い米国では取り付け騒ぎが相次いだことから、1933年には全米4004の銀行が閉鎖を余儀なくされ、財務基盤のより強固な大手銀行へと吸収されていった。大手行への吸収以降、引き継がれた利用者の口座に残っていたのは、本来預け入れていた金額の85%に留まっていた。連邦議会はこの事態に対処するため、共和党上院議員のアーサー・ヴァンデンバーグ、民主党下院議員のヘンリー・スティーガルらを中心として金融関係の法令の整備を始めた。
同年5月、下院銀行通貨委員会は、100万米ドルまでの預金についてその全額を保護し、以降は段階的に補償比率を引き下げるという法案をまとめた。一方、上院銀行委員会は、保護対象の銀行についての査定を厳格化した上で、連邦準備制度に参加していない銀行については保護の対象としない、とする法案をまとめた。
ヴァンデンバーグは、いずれの法案も、保護金額に上限を定めていないことに難色を示した。彼は、臨時の基金を創設することで全ての銀行を対象とする一方、保護金額に2,500米ドルの上限を定める修正案を提示した。さらにスティーガルは、この法案に基づく諸制度を、新設の連邦預金保険公社によって運用させる条項を加えた。翌6月、法案は「グラス＝スティーガル預金保険法」として通過・可決した。初期のFDIC運営にはシカゴの銀行家だったウォルター・J・カミングスJr.があたり、間もなく全米19,000の銀行をカバーするまでになった。預金保険は1934年1月1日から適用が開始された。
時の大統領であるフランクリン・ルーズベルトは、銀行経営者の責任を曖昧にするものとして、当初は個人的にこの制度に反対していたが、議会の圧倒的多数の支持を知り受け入れた。1934年、ルーズベルトは2代目のFDIC代表にウィスコンシン州の銀行家であったレオ・クロウリーを指名した。60年超を経た1996年、このクロウリーが、FDICを利用して過去の横領を隠蔽しており、ルーズベルトもこの事実を知りながら黙認していたことが明らかになった。

### 1980年代の金融危機
FDICが創設以来、保険負担が最大となったのは、1980年代後半から1990年代初頭にかけて発生した貯蓄貸付危機である。
危機の直撃をまず受けたのは、FDICと類似した役割を担っていた連邦貯蓄貸付保険公社（FSLIC）であった。FSLICは主に貯蓄貸付組合（S&L）の補償に特化した業務を行っていた。S&Lは金融危機に伴い、その多くが破綻へ追い込まれ、この余波は大手銀行にまで拡大した。S&Lの補償を行っていたFSLICまでもが支払い余力を失い、1989年金融機関改革救済執行法と1991年連邦預金保険公社改善法に基づいて、その業務と保険機能はすべてFDICへと統合された。
S&Lは現在、財務省の部局である金融監督局によって監督されている。金融監督局は、同じく財務省部局の通貨監査局ともにFDICと密接な連携を保ち、業務にあたっている。なお、信用組合については、FDICではなく全米信用組合管理局が補償を兼ねている。
一連の破綻処理に伴う、公的資金注入の納税者負担は、1500億米ドルに達すると推定されている。

### FDICの基金
2006年2月8日、大統領のジョージ・W・ブッシュは連邦預金保険改革法に署名し、同法が成立した。この新法による主な制度変更点の1つは、FDICが運用する銀行保険基金（BIF）と貯蓄組合保険基金（SAIF）を統合し、預金保険基金（DIF）としたことである。BIFは長年にわたりFDICが運用してきた、一般の商業銀行向けの基金である。SAIFは1980年代の金融危機以降に創設されたものであり、その当時は財務基盤の弱い金融機関が多数加盟していた。これにより1990年代、SAIF加盟金融機関が支払う保険料は、BIFのそれの最大5倍になった時期もあった。
一方、1990年代も後半になると、米国の金融業界は安定を回復し、同時に業界・業態をまたぐ合併・再編が相次いだ。同様の保険機能であるにもかかわらず、危機の残滓として2つの異なる基金が並存していたため、保険料率の低いBIFに金融機関が乗り換えるという事態を招いた。これは、双方の基金の準備金積立目標の達成に不公平をもたらしただけでなく、業務の煩雑化や保険機能の不明朗さを顕在化させた。
時の連邦準備制度理事会議長だったアラン・グリーンスパンはかねてからこの状態を批判していた。「このような価格差は、市場参加者がこれを利用して裁定取引をするように仕向けているだけだ。」とした上で、「このゲームを終わらせ、SAIFとBIFが統合」することを提案した。この他、1996年制定の連邦保険基金法があったが、部分的改革に留まっていた。

## FDIC加盟要件
銀行がFDICに加盟するためには、資産流動性と積立金の点で以下の要件を満たさなければならない。銀行は、そのリスク資産比率に基づいて5段階のグループに分類されている。
1. 充実（Well capitalized） - 10%以上
2. 適正（Adequately capitalized） - 8%以上
3. 不足（Undercapitalized） - 8%未満
4. かなり不足（Significantly undercapitalized） - 6%未満
5. 危機的不足（Critically undercapitalized） - 2%未満

「不足」状況以下の場合はブローカー預金の受け入れが禁止される（「適正」状況の場合、FDICの個別承認を受けた上でブローカー預金の受け入れが可能である）。
「不足」の状態に陥った銀行に対しては、FDICが警告を発令し、役員報酬の支払いの禁止や預金利率制限が行われる。「かなり不足」に対しては、経営陣を更迭し、是正措置を取るよう指揮をとれる。「危機的不足」に対しては、FDICが当該金融機関に立ち入り、資産査定等の破綻処理の準備が行われ、90日以内に是正が行われない場合は後述の破綻処理に移行する。
また、FDIC加盟銀行は人種などにかかわり無く住宅ローンを貸す事が求められている。(イコールハウジングレンダー)家の中に等号の描かれたシンボルでそれが示されている。

## 保険対象の金融商品
FDICの保険は、以下の種類の金融商品について補償を行う。
- 普通預金
- 当座預金、譲渡可能払戻指図書（利息の付く当座預金）、市場金利連動型普通預金（限定的ながら決済機能がある普通預金）
- 譲渡性預金（一定期間以上の保有が条件）
- その他未払いの預金小切手、利付小切手など、預金口座に拠るもの

同一の預金者による預金であっても、異なる銀行に預け入れられた場合はそれぞれ個別のものとして保護される。すなわち、2つの銀行に10万米ドルずつ預金口座を持つ人は、総額20万米ドルの補償を受けられる。連邦預金保険改革法に伴い、個人退職口座については補償限度が最大25万米ドルとなっている。2009年末までの時限措置で、無利子の流動性預金に限り、追加の預金保険料を払うことで全額保護対象となる。

## 非保険対象の金融商品
前出の口座がFDICの保険対象となるすべての金融商品である。一方、FDIC加盟金融機関による提供であっても、以下のように保険対象とならない金融商品がある。
- 株式、債券、投資信託、MMF
- 米国債など、米国政府が保証するもの
- 貸金庫（safe deposit box）。預金（deposit）という語が含まれるが、貸金庫は「セキュリティ性を高めた貸借倉庫」として連邦法に規定されている
- 強盗や詐欺に伴う損害。これは民間保険会社と契約を結んでいる金融機関の場合、そちらで補償される場合がある
- 技術的問題に伴う障害。統一商法典など各種州法や連邦法令に基づき、そちらで保証される場合がある
- 生命保険、火災保険、自動車保険など、民間による保険や年金商品

## 破綻金融機関の処理方法
公社が管財人(receiver)となって処理を行う。破綻処理の複数の方式の中で最小のコストで行うという最小コスト原則が根拠法で定められている。また、金融機関は例外を除き金曜日の営業終了後に破綻が発表され翌月曜からの営業(もしくは払い戻し)に応じるようになっている。(破綻銀行リスト)
- ペイオフ (保険金支払い方式)

日本の制度での狭義のペイオフに相当する。金融機関を清算し公社が指定の金融機関に口座を移転または直接支払いを行う方式。預金保険国法銀行(Deposit Insurance National Bank: DINB)を作ることも稀にある。
- P&A (Purchace and Assumption 資産負債承継)

日本の制度での資金援助方式に相当。健全な金融機関に救済合併させる方式。全預金を移転する場合や(場合によりロスシェア契約を結ぶ)、付保預金までの預金を移転する場合がある。なお、通常破綻と同時に承継する銀行を決め、入札が無かった場合基本的にはペイオフになるが、影響が大きい場合ブリッジバンク(日本の制度での承継銀行に相当)を設立することもある。インディマック銀行の処理ではインディマックフェデラルバンクというブリッジバンクが設立された。営業基盤を受け継がせるプレミアムを付けて売り出せるため処理コストを抑えることが可能なため一番事例が多い。
- オープンバンクアシスタンス (OBA Open Bank Assistance)

日本の制度での資本増強措置や特別危機管理銀行制度に相当。銀行を破綻させずに公的資金を注入して救済する方式。全預金が保証される。これが適用される場合は金融システムに重大な危機をもたらす大きすぎて潰せない(Too big to fail)等の状況により最小コスト原則の例外が適用される場合(システミックリスク・エクセプション)に限られている。コンチネンタル・イリノイ銀行や、2009年金融危機でのシティグループ バンク・オブ・アメリカ等の事例がある。